# Eduardo Fiestas
Eduardo Fiestas Arce (Lambayeque, 16 giugno 1925 – Lima, 9 luglio 1987) è stato un cestista peruviano.

## Carriera
Con il Perù ha preso parte alle Olimpiadi del 1948, e a due edizioni dei Campionati mondiali (1950, 1954).